# Волферчвенден
Волферчвенден (њем. Wolfertschwenden) општина је у њемачкој савезној држави Баварска. Једно је од 52 општинска средишта округа Унтералгој. Према процјени из 2010. у општини је живјело 1.884 становника. Посједује регионалну шифру (AGS) 9778218.

## Географски и демографски подаци
Волферчвенден се налази у савезној држави Баварска у округу Унтералгој. Општина се налази на надморској висини од 678 метара. Површина општине износи 14,5 km². У самом мјесту је, према процјени из 2010. године, живјело 1.884 становника. Просјечна густина становништва износи 130 становника/km².